# Biserica „Sfânta Cuvioasă Paraschiva” din Strășeni
Biserica „Sf. Cuvioasă Paraschiva” este o biserică amplasată în Strășeni, Republica Moldova. Este un monument arhitectural de importanță națională inclus în Registrul monumentelor Republicii Moldova ocrotite de stat cu nr. 1349 (raionul Strășeni). Datează din 1907.